# Geastroidea lobata
Geastroidea lobata (лат.) — ископаемый вид грибов-гастеромицетов монотипного рода Geastroidea. Найден в меловых отложениях в Монголии в бассейне реки Нэмэгэт, в южной части Гоби. Считается наиболее древней находкой гастеромицетовых грибов.
Группа ископаемых плодовых тел обнаружена на ожелезнённой поверхности светло-серой глины с обильным растительным детритом. Плодовые тела ангиокарпные с двуслойным перидием, верхний слой раскрывается лопастями, имеется перистом. Споры эллипсоидальные, гладкие, размером до 10 мкм. Грибы напоминают представителей современного рода геаструм (Geastrum Pers.1801), но отличаются от них нерегулярными разрывами экзоперидия и более крупными спорами.